# Mokrzk (grodzisko)

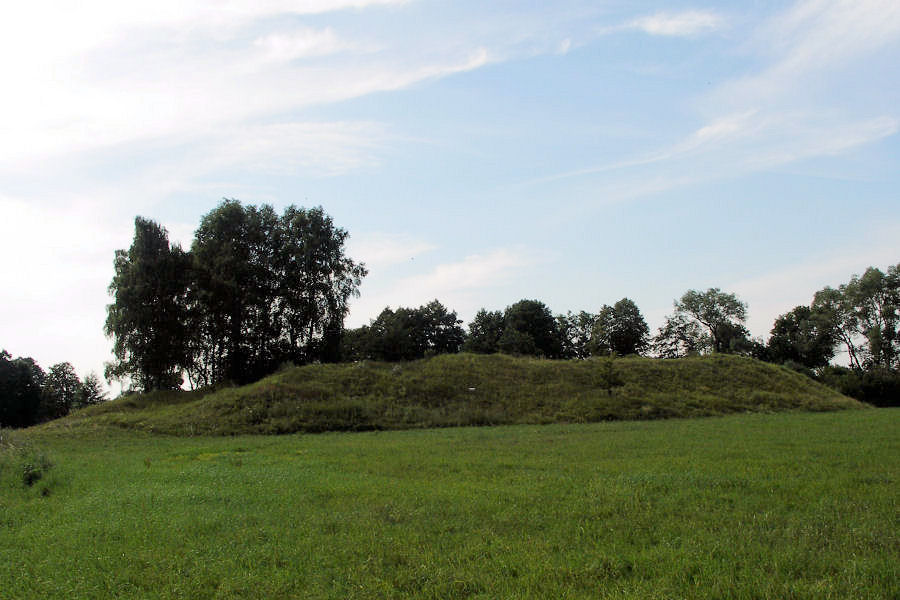
Widok grodziska

Mokrzk (grodzisko) – wczesnośredniowieczne grodzisko położone we wsi Mokrzk na wschód od Bielska, gmina Drobin. Na podstawie badania dendrochronologicznego stwierdzono, że grodzisko powstało niedługo po 904 roku.
Grodzisko w Mokrzku jest grodziskiem pierścieniowatym o wymiarach ok. 70 x 92m, zajmującym obszar ok. 70 arów. Szerokość wałów u podstawy dochodzi do 25m, zaś ich wysokość osiąga 5,5m.
W 1957 roku Zakład Polskiego Atlasu Archeologicznego przeprowadził na stanowisku badania powierzchniowe i weryfikacyjne. Sondażowe badania wykopaliskowe, prowadzone pod kierownictwem W. Szymańskiego z ramienia ZPAA miały miejsce w 1967 r. Ponowne badania powierzchniowe zostały przeprowadzone w ramach Archeologicznego Zdjęcia Polski w 1989 r. Ponadto na stanowisku miały miejsce inspekcje konserwatorskie (1986, 1988, 1988, 2004) mające na celu ocenę stanu zachowania zabytku.
Materiał zabytkowy pozyskany podczas badań wykopaliskowych to przede wszystkim fragmenty naczyń ceramicznych, zabytki metalowe: groty strzał, nóż żelazny, żelazne szydła, oraz paciorek szklany, osełka kamienna.
Grodzisko zostało objęte ochroną konserwatorską na mocy wpisu do rejestru zabytków z dnia 22 lutego 1967 r. pod numerem 429/757.